# Voo da Amizade
O Voo da amizade foi um serviço aéreo especial entre o Brasil e Portugal, operado entre 1960 e 1967, sob a forma de um acordo operacional entre as companhias aéreas portuguesa TAP - Transportes Aéreos Portugueses e as brasileiras Panair do Brasil (1960-1965) e Varig (1965-1967).

## História
De modo a promover os já intensos laços culturais e econômicos entre o Brasil e Portugal, a Panair do Brasil e a TAP-Transportes Aéreos Portugueses criaram um serviço conjunto com características específicas:
- Os bilhetes aéreos eram bem mais baratos do que os normais, mas poderiam ser comprados somente por cidadãos brasileiros, portugueses ou estrangeiros com residência permanente em um destes dois países. Cada passageiro tinha direito a uma franquia de 20 kg de bagagem;
- Os voos foram inicialmente operados uma vez por semana por um Douglas DC-7C da Panair especialmente pintado com os nomes da Panair e da TAP na fuselagem, configurado somente em classe econômica, com tripulação de ambas as empresas e número de voo TAP. No entanto, em agosto de 1961 as frequências já haviam sido aumentadas para duas semanais, sendo uma para cada companhia aérea[1] e em agosto de 1962 passaram a três semanais, duas para a Panair e uma para a TAP.[2] Entretanto, em maio de 1964, as frequências voltaram para o padrão de 1961;[3]
- O voo seguia a rota Rio de Janeiro-Galeão / Recife / Sal / Lisboa. Alguns voos também operavam em São Paulo-Congonhas. Como nesta época Cabo Verde, onde fica localizada a Ilha do Sal, era uma Província ultramarina portuguesa, o voo era inteiramente realizado em territórios brasileiro e português;
- As refeições eram servidas nos restaurantes dos aeroportos, durante as escalas para reabastecimento.

O primeiro voo decolou do Brasil a 30 de novembro de 1960 e a operação continuou como originalmente planejada até o encerramento das operações da Panair em 10 de fevereiro de 1965. Após uma interrupção, no dia 22 de novembro de 1965, a Varig sucedeu à Panair como a parte brasileira da operação, usando um de seus Lockheed L-188 Electra II. Por outro lado, nesta segunda fase das operações, a TAP decidiu usar equipamento próprio, um Lockheed L-1049G Super Constellation, para realizar a sua parte do serviço. Assim, cada companhia aérea operava uma frequência semanal com seu próprio equipamento. Em 1967 a operação foi extinta.
Note-se que Panair, TAP e Varig concomitantemente operaram voos diretos entre o Brasil e Portugal sem as restrições impostas pelo Voo da amizade. Para estes, de 1960 a 1965 a Panair usou seus Douglas DC-8-33, e após 1965 a TAP usou seus Boeing 707 e a Varig seus Boeing 707 ou Douglas DC-8-33.

## Acidente
- 1 de novembro de 1961: O Douglas DC-7C da Panair do Brasil prefixo PP-PDO voando do Sal para o Recife, na sua aproximação final no Recife, colidiu com um morro de 84m de altura, a 2,7 km da cabeceira da pista e partiu-se. A aeronave fazia uma aproximação noturna abaixo da altura regular e fora do padrão de tráfego. De um total de 88 passageiros e tripulação, 45 morreram.[9]